# عبدالقائم شوشتری
عبدالقائم شوشتری (۱۹ آبان ۱۳۲۵ – ۱ اسفند ۱۴۰۲) مجتهد و عارف معاصر شیعه ایرانی و از شاگردان محمدحسین طباطبایی، رضا بهاءالدینی و محمدتقی بهجت بود. او برادر بزرگ محمداسماعیل شوشتری وزیر اسبق دادگستری بود.

## زندگی‌نامه
شوشتری ۱۹ آبان ۱۳۲۵ در شهر فاروج زاده شد. وی در سال ۱۳۳۹ تحصیلات طلبگی را در مدرسه نواب مشهد آغاز کرد. تحصیلات عالی خود را در قم، نزد سید محمدحسین طباطبایی، سید رضا بهاءالدینی و محمدتقی بهجت ادامه داد. وی به‌جز فقه در زمینه‌‌های عرفان، اخلاق، ادیان، مذاهب و طرایق، مطالعه و تحقیق داشت. سابقاً امام جمعه دورود لرستان، شاهین شهر اصفهان و استاد حوزه علمیه اصفهان بوده‌است.
مجتبی قزوینی نخستین استاد اخلاقی وی بود. سپس از عارف مرتاض سید ابوالحسن حافظیان علم اعداد، رمل، جفر و بعض ختومات آموخت اما به قول خود وی علوم غریبه حجاب بوده و به مصداق: «یار با ماست چه حاجت که زیادت طلبیم/ دولت صحبت آن مونس جان مارا بس» پس از چند سال از این علوم روگردان شده و دفتر نوشته‌‌هایش را به‌رودخانه ریخته‌ است. حجّت هاشمی موسوی خراسانی اولین استاد عرفانی وی بود.
کتاب خرمن معرفت، مسائل اخلاقی و نکات عرفانی از وی که توسط سید عباس موسوی مطلق تألیف شده‌است.
شوشتری تا پایان عمر در شهر اصفهان ساکن بود.

## استادان
عمده استادان وی: مجتبی قزوینی، سید ابوالحسن حافظیان، حجت هاشمی موسوی، محمدتقی بهجت، سید رضا بهاءالدینی، سید حسین یعقوبی قائنی، حسن حسن‌زاده آملی (در درس منظومه و اشارات)، عبدالکریم حامد، محمداسماعیل دولابی و سید محمدحسین طباطبایی بودند.
وی همچنین از اساتید و بزرگان معنوی: محمد ناصری (اصفهانی) - سعادت‌پرور - معلم دامغانی - جعفرآقا مجتهدی - سید محمدحسین حسینی طهرانی - سید احمد نجفی (داماد شیخ عباس قوچانی هاتف، وصی قاضی) - شیخ عباس هاتف قوچانی - ذبیح‌الله قوچانی - سید هاشم رضوی هندی - حسن مصطفوی - بانو مجتهده اصفهانی - محیی‌الدین حائری شیرازی - حسین شفیعی - علی مقدادی (یگانه فرزند وصی عارف حسنعلی نخودکی اصفهانی) بهره‌هایی برده‌است.